# Eduardo Guimarães (linguista)
Eduardo Roberto Junqueira Guimarães (Prata, 1948) é um linguista e poeta brasileiro conhecido por seus trabalhos na área da semântica da enunciação. Guimarães foi presidente do Grupo de Estudos Linguísticos do Estado de São Paulo de 1981 a 1983 e da Associação Nacional de Pós graduação e Pesquisa em Letras e Linguística de 1998 a 2000. É professor do Instituto de Estudos da Linguagem da Universidade Estadual de Campinas.